# Leo Bagrow
Leo Bagrow (1881, Sant Petersburg – 9 d'agost de 1957, La Haia), nascut com Lev Solomonovich Bagrow, fou un historiador de la cartografia i fundador de la revista Imago Mundi.

## Biografia
Lev Solomonovich (Lev-Eduard Semenovich) Bagrov va néixer a l'estació Veretya de la província de Perm, a la família de l'enginyer de comunicacions Salomon Isaakovich Bagrov (1851, Kherson - 28 d'octubre de 1928 a Berlín), un jueu que va acceptar el luteranisme, graduat al gymnasium Kherson (1871).. Va tenir un germà, Gregori (Edmund, 1885) i una germana Berta (Pauline, 1884). La seva mare, Henriette Kleider, va morir quan era nen i el seu pare es va casar amb Maria Yakovlevna Raskovic, que es dedicà a criar els seus fills. En el segon matrimoni va néixer una altra filla, Eugenia (Vera, 1894).
Leo va estudiar al gimnàs privat de Y. Gurevich. Es va graduar a la Universitat de Sant Petersburg (1903). Fou professor de Navegació a la seva Escola Tècnica (1916-1918), i cap del Departament d'Història de l'Institut de Geografia de Petrograd. El 1918, després de la Revolució d'Octubre, va abandonar Rússia i es va instal·lar a Berlín. El 1945 es va traslladar a Estocolm, on va viure fins al final de la seva vida. En totes les etapes de la seva vida, va realitzar llargs viatges amb la finalitat de conèixer mapes i treballar en el desenvolupament de la cooperació científica internacional.

## Activitat científica
Autor de més de 70 articles científics. El 1935 fundà la revista internacional Imago Mundi, dedicada a la història de la cartografia. Durant la vida del fundador, es van publicar 13 números anuals; la revista es publica encara avui. El 1943 va acabar el treball sobre la monografia generalitzada: "La Història de la Cartografia", que reflectia les principals etapes del desenvolupament de la cartografia des de l'antiguitat fins al segle xviii; La cobertura no es va limitar a la tradició cartogràfica europea sinó de tot el món. Per primera vegada, el llibre va ser publicat a l'editorial de Berlín " Safari Verlag " el 1951. El llibre va sobreviure a diverses reimpressions, es va traduir a diversos idiomes. Per a les edicions posteriors fou reestructurat significativament per l'autor. Va preparar per a la publicació l'edició facsímil del llibre "Impressió Horogràfica" (1697-1711) escrits a mà per S. U. Remezov (1958). Leo Bagrov va deixar darrere seu una col·lecció única de mapes antics, principalment mapes de Rússia.

## Obres
- L. Bagrow: A. Ortelii (Ortelius) Catalogus cartographorum. Gotha 1928 und 1930 (PM-Erg.H. 199, 210).
- L. Bagrow: The origin of Ptolemy's Geographia. Geogr. Annaler 27 (1945), S. 318–387.
- L. Bagrow: Die Geschichte der Kartographie. Safari-Verlag, Berlin 1951 (383 S., 120 Tafeln).
- L. Bagrow, R. A. Skelton, D.L. Paisey: History of Cartography. C. A. Watts & Co., London 1960.
- L. Bagrow, R. A. Skelton: Meister der Kartographie, Safari-Verlag, Berlin 1963 (mit 22 Farbtafeln, 118 Kunstdruck-Tafeln, 79 Karten im Text und biographischen Angaben zu 1291 Kartographen); 4. Aufl. 1973 (mit 141 Kunstdrucktafeln und 1450 Kurzbiographien); 6. Aufl. Berlin: Gebr. Mann, 1994. ISBN 3-7861-1732-2.